# Николаевка (Рубановская сельская община)
Николаевка (укр. Миколаївка) — село в Рубановской сельской общине Каховского района Херсонской области Украины. В 2022 году, во время вторжения России на Украину, село было захвачено. На данный момент находится под оккупацией ВС РФ.
Население по переписи 2001 года составляло 757 человек. Почтовый индекс — 74522. Телефонный код — 5543. Код КОАТУУ — 6521284401.